# 臨床工学技士
臨床工学技士（りんしょうこうがくぎし、英: Clinical Engineer, CE, Clinical Engineering Technologist, CET）は、医療に関する日本の国家資格の一つであり、技術者の名称。英語表記については、多く存在するが職能団体である日本臨床工学技士会はClinical Engineer（CE）に統一している。
臨床工学技士の略称としては「CE（Clinical Engineer）」が正式であるが、実際には「ME（Medical EngineerまたはMedical Engineering）」と呼称する医療機関や医療スタッフも存在する。これは、医療現場においてMEという呼称が長年にわたり使用されてきた経緯や、医用工学（Medical Engineering）の略称としてMEが広く浸透していることが影響していると考えられる。そのため、正式略称であるCEの認知向上や啓発活動は十分に行き届いておらず、現場での呼称にばらつきが生じているのが現状である。

## 概要

### 臨床工学技士（CE）の定義
「臨床工学技士」とは、厚生労働大臣の免許を受けて、臨床工学技士の名称を用いて、医師の指示の下に、生命維持管理装置の操作（生命維持管理装置の先端部の身体への接続又は身体からの除去であって政令で定めるものを含む。）及び保守点検を行うことを業とする者。「生命維持管理装置」とは、人の呼吸、循環又は代謝の機能の一部を代替し、又は補助することが目的とされている装置をいう（臨床工学技士法第2条）。

### 臨床工学技士（CE）の業務
臨床工学技士は、医師の具体的な指示を受け、診療の補助として、厚生労働省令で定める生命維持管理装置の操作及び保守点検を行う。その業務を行うに当たっては、 医師その他の医療関係者との緊密な連携を図り、適正な医療の確保に努めなければならない。ただし、保守点検については医師の指示なく行うことができる。 また、医師の具体的な指示を受けなければ、厚生労働省令で定める生命維持管理装置の操作を行ってはならない（臨床工学技士法第37条、第38条、第39条）。

### 近年の動向
集中治療室、手術室、心臓カテーテル検査室、ペースメーカなど業務拡大が著しく、医療機器産業ビジョンに臨床工学技士の積極的な活用が明記されるなど国際的な活躍も期待されている。
また、平成28年度診療報酬改定における特定集中治療室管理料１の施設基準に「専任の臨床工学技士が、常時、院内に勤務していること。」と明記されたことで、集中治療室における臨床工学技士配置の必要性が高まっている。

## 歴史
近年、医用工学の発展により、医療現場では様々な医療機器が使用されるようになり、治療の効率化と安全を担保するため、これらを専門に扱う技術者が業務を行うようになった。医療機器を扱う業務に対する国家資格の必要性が高まり、1987年、臨床工学技士法が成立した。
- 1987年6月 臨床工学技士法成立
- 1988年4月 臨床工学技士法施行
- 1995年 臨床工学技士法改正
- 1999年 臨床工学技士法改正
- 2001年 臨床工学技士法改正
- 2007年 臨床工学技士法改正（医療機器の保守点検が義務づけされた）
- 2008年 臨床工学技士法改正（医療機器メーカーからの出向者による医療機器操作の禁止）
- 2010年 「臨床工学技士業務指針」の廃止、「臨床工学技士基本業務指針2010」が新業務指針となった

資格設立は、最新の技術を応用した医療機器、生命維持管理装置の操作及び保守業務は単に医学的知識のみではなく、工学的知識も併せ持った医療従事者が必要であったため、日本エム・イ－学会（CE研究委員会）、日本医科器械学会（CE調査委員会）及び透析療法合同専門委員会（CE委員会）の３者が「CE合同委員会」（委員長：太田和夫 東京女子医科大学 教授）を発足させた。この委員会は、昭和61年１月６日に第1回目の会合を開催している。

## 主な業務
病院・診療所や、医療機器メーカーが主な就業先となる。
- 呼吸療法業務

人工呼吸器、吸入療法機器、酸素療法
- 人工心肺業務

人工心肺装置、冠灌流装置、補助循環装置、自己血回収装置
- 血液浄化業務

血液透析、血液濾過、血液濾過透析、血漿交換、血漿吸着、腹水濃縮
- 高気圧酸素治療業務
- 集中治療室（ICU、CCU）業務

人工呼吸器、補助循環装置、急性血液浄化療法
- 手術室業務

人工心肺装置、除細動器、自己血回収装置、脳神経誘発電位装置、麻酔器、ロボット手術装置（ダヴィンチ）、内視鏡装置、医療用ナビゲーションシステム、生体情報モニタ
- 心臓カテーテル検査室業務

ポリグラフ、心臓電気生理学検査装置、心臓電気刺激装置（Stimulator）、高周波焼灼装置（アブレーター）、3次元 Mapping System（CARTO, EnSite, RHYTHMIA）、体外式心臓ペースメーカー、ペースメーカー、植え込み型除細動器（ICD）、心臓再同期療法（CRT-P, CRT-D）、植え込み型ループレコーダ（ILR, ICM）（アナライザー/プログラマ操作）、ローターブレーター、血管内超音波装置（IVUS）、光干渉断層像装置（OCT、OFDI）、補助循環装置（IABP、PCPS）、エキシマレーザー装置
- ME機器管理業務、保守点検業務

輸液ポンプ、シリンジポンプ、生体情報モニタ等
- 安全管理業務

医療機器安全管理責任者、医療機器講習会開催
- ペースメーカー、ICD、CRT-P、CRT-D、ILR、ICM外来業務

プログラマ操作、遠隔モニタリングシステム管理
- 内視鏡業務

内視鏡システム管理、治療補助
- 仙骨神経刺激療法業務
- 補助人工心臓業務

## 専門認定士
高度な専門性を持った臨床工学技士に対し、関連学会が次のような認定制度を設けている。
- 透析技術認定士（血液浄化業務）

日本腎臓学会、日本泌尿器科学会、日本人工臓器学会、日本移植学会、日本透析医学会
- 体外循環技術認定士（人工心肺業務）

日本人工臓器学会、日本胸部外科学会、日本心臓血管外科学会、日本体外循環技術医学会
- 3学会合同呼吸療法認定士（呼吸療法業務）

日本胸部外科学会、日本呼吸器学会、日本麻酔科学会
- 臨床高気圧治療技師（高気圧治療業務）

日本高気圧環境医学会
- 臨床ME専門認定士（保守点検業務・安全管理業務）

日本生体医工学会、日本医療機器学会
- 心血管インターベンション技師（心臓カテーテル検査・治療業務）

日本心血管インターベンション治療学会
- CDR: Cardiac Device Representatives（心臓植込みデバイス業務）

日本不整脈デバイス工業会
- 植込み型心臓デバイス認定士（心臓植込みデバイス業務）

日本不整脈心電学会
- 人工心臓管理技術認定士（補助人工心臓業務）

日本人工臓器学会、日本胸部外科学会、日本心臓血管外科学会、日本体外循環技術医学会、日本臨床補助人工心臓研究会
- 消化器内視鏡技師（内視鏡業務）

日本消化器内視鏡学会
- 医療情報技師、上級医療情報技師

日本医療情報学会
- 医療機器情報コミュニケータ: MDIC（医療機器管理業務）

日本医療機器学会
- アフェレシス学会認定技士（アフェレシス業務）

日本アフェレシス学会
- 周術期管理チーム臨床工学技士（手術室、周術期業務）

日本麻酔科学会、日本臨床工学技士会

## 専門臨床工学技士
公益社団法人日本臨床工学技士会会員に与えられる専門臨床工学技士資格制度。
- 血液浄化専門臨床工学技士
- 不整脈治療専門臨床工学技士
- 呼吸治療専門臨床工学技士
- 高気圧酸素治療専門臨床工学技士
- 手術関連専門臨床工学技士
- 内視鏡業務専門臨床工学技士
- 心・血管カテーテル専門臨床工学技士

## 認定臨床工学技士
公益社団法人日本臨床工学技士会会員に与えられる認定臨床工学技士資格制度。
- 認定医療機器管理臨床工学技士
- 認定血液浄化認定臨床工学技士
- 認定集中治療関連臨床工学技士

## 関連資格
- 第1種ME技術実力検定試験（日本生体医工学会）

受験資格：次のいずれかを満たしていること
- 第2種ME技術実力検定試験合格者
- 臨床工学技士免許所有者

- 第2種ME技術実力検定試験（日本生体医工学会）

受験資格：不問
備考：多くの臨床工学技士の養成所は臨床工学技士受験資格の中に、指定科目の単位の取得または、第2種ME技術実力検定試験の合格を条件としている。

## 施設基準に提示される臨床工学技士
- 呼吸ケアチーム加算
- 特定集中治療室管理料
- 医療機器安全管理料
- 透析液水質確保加算
- 頭蓋内腫瘍摘出術
- 経皮的カテーテル心筋焼灼術（磁気ナビゲーション加算を算定する場合に限る。）
- 経皮的中隔心筋焼灼術
- 内視鏡手術用支援機器加算

## 臨床工学技士養成所
臨床工学技士養成所を参照。

## 都道府県技士会一覧

### 北海道・東北
公益社団法人北海道臨床工学技士会
一般社団法人青森県臨床工学技士会
一般社団法人岩手県臨床工学技士会
一般社団法人宮城県臨床工学技士会
公益社団法人秋田県臨床工学技士会
一般社団法人山形県臨床工学技士会
一般社団法人福島県臨床工学技士会

### 関東
一般社団法人茨城県臨床工学技士会
一般社団法人栃木県臨床工学技士会
一般社団法人群馬県臨床工学技士会
公益社団法人埼玉県臨床工学技士会
一般社団法人千葉県臨床工学技士会
一般社団法人東京都臨床工学技士会
東京都臨床工学技士会　COVID-19特設サイト
一般社団法人神奈川県臨床工学技士会

### 甲信越
一般社団法人山梨県臨床工学技士会
一般社団法人長野県臨床工学技士会
一般社団法人新潟県臨床工学技士会

### 中部
一般社団法人静岡県臨床工学技士会
一般社団法人愛知県臨床工学技士会
一般社団法人岐阜県臨床工学技士会
一般社団法人共益型三重県臨床工学技士会
一般社団法人富山県臨床工学技士会
一般社団法人石川県臨床工学技士会
一般社団法人福井県臨床工学技士会

### 近畿
一般社団法人滋賀県臨床工学技士会
一般社団法人京都府臨床工学技士会
一般社団法人大阪府臨床工学技士会
一般社団法人兵庫県臨床工学技士会
一般社団法人奈良県臨床工学技士会
一般社団法人和歌山県臨床工学技士会

### 中国・四国
一般社団法人鳥取県臨床工学技士会
一般社団法人島根県臨床工学技士会
一般社団法人岡山県臨床工学技士会
一般社団法人広島県臨床工学技士会
一般社団法人山口県臨床工学技士会
一般社団法人徳島県臨床工学技士会
一般社団法人香川県臨床工学技士会
一般社団法人高知県臨床工学技士会
一般社団法人愛媛県臨床工学技士会

### 九州・沖縄
一般社団法人福岡県臨床工学技士会
一般社団法人佐賀県臨床工学技士会
一般社団法人長崎県臨床工学技士会
一般社団法人熊本県臨床工学技士会
公益社団法人大分県臨床工学技士会
一般社団法人宮崎県臨床工学技士会
公益社団法人鹿児島県臨床工学技士会
一般社団法人沖縄県臨床工学技士会